# Guerre à ski

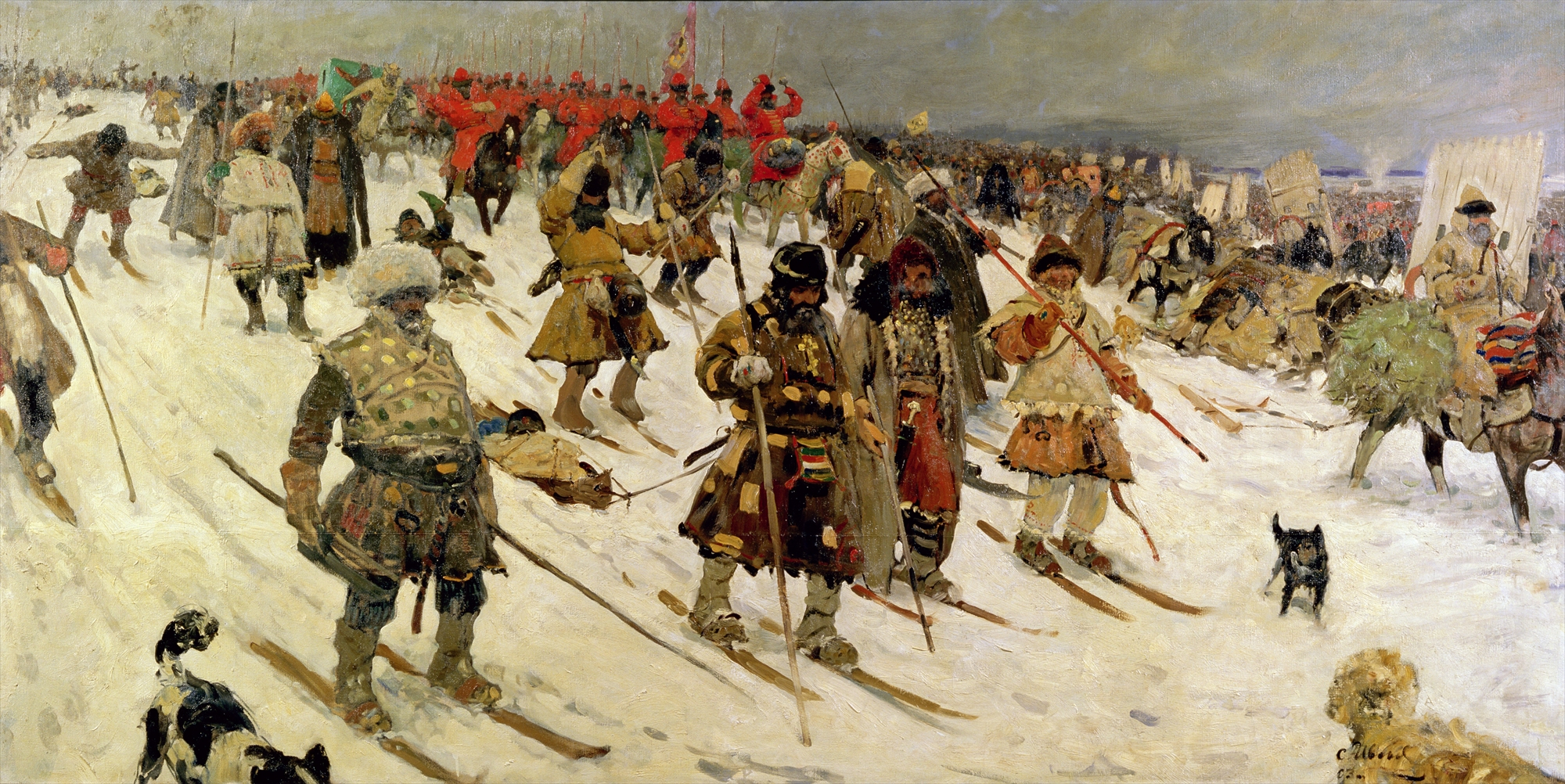
Troupes à ski durant la campagne d'hiver, par Sergueï Ivanov, 1903.

La guerre à ski, avec l'utilisation de troupes équipée de ski à la guerre, est pour la première fois notée par l'historien danois Saxo Grammaticus au XIIIe siècle.

## Histoire

### Guerres napoléoniennes
Des troupes à ski du royaume de Danemark et de Norvège (bien qu’uniquement norvégienne) furent utilisés contre la Suède pendant les guerres napoléoniennes de 1807 à 1814.

### Première Guerre mondiale
Pendant la Première Guerre mondiale, l'armée de terre italienne forma 88 bataillons alpins. Son but était de lutter été comme hiver dans les hautes régions de l'Arc alpin. La plupart des bataillons furent dissous après la Première Guerre mondiale. Seuls neuf régiments alpins restent en service aujourd'hui, et seulement quatre forment toujours les soldats à la guerre à ski : le 4e régiment parachutiste alpin, 5e régiment alpin, 6e régiment alpin et 7e régiment alpin.

### Seconde Guerre mondiale

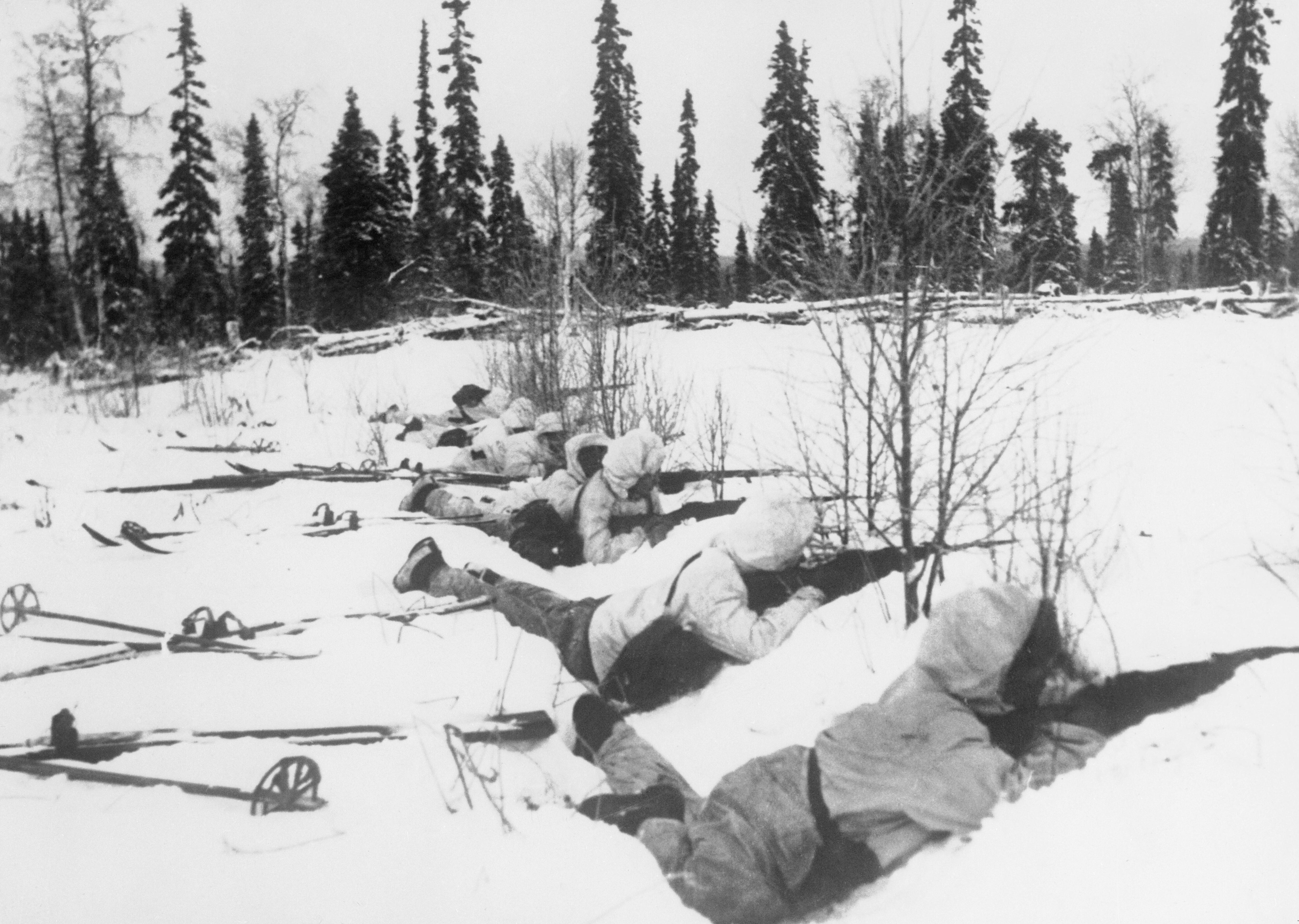
Troupes à ski finlandaises pendant la guerre d'Hiver.

Les troupes à ski jouèrent un rôle clé dans les succès de l'effort de guerre de la Finlande contre l'Union soviétique pendant la guerre d'Hiver en 1939. Boisé, le territoire rural sans routes fut utilisé par les troupes à ski finlandaises avec succès contre les troupes soviétiques mécanisées qui avançaient, plus particulièrement lors de la bataille de Suomussalmi  au cours de laquelle deux divisions mécanisées soviétiques (45 000 hommes) furent anéanties par trois régiments finlandais (11 000 hommes).
L'Union soviétique déploya plusieurs bataillons à ski pendant la Seconde Guerre mondiale, notamment durant leur contre-attaque en 1941 lors de la bataille de Moscou.
Le moyen de transport le plus répandu pour les soldats norvégiens au cours de la campagne de Norvège en 1940 était les skis et les traîneaux. Pendant l'opération Gunnerside, les commandos parachutistes norvégiens couvrirent une grande distance en utilisant des skis afin d'atteindre et de détruire l’usine d'eau lourde Vemork à Rjukan dans la région du Telemark, en Norvège, qui était utilisée par les Allemands dans le cadre de leur programme de recherche nucléaire.
La guerre à ski fut même étendue au Moyen-Orient où le Corps à ski australien (Australian Ski Corps) fut déployé contre les forces françaises de Vichy dans les montagnes du Liban. Photo.
Également au cours de la Seconde Guerre mondiale, la 10e division de montagne américaine fut créée et formée pour le combat à ski. Elle fut déployée en Italie.

## Usage contemporain
Les forces de défense suédoises, finlandaises et norvégiennes utilisent des skis pour le ski de fond, mais aussi pour tracter des escouades de soldats avec des véhicules de transport à chenilles ou avec des motoneiges. Un ou deux cordes accrochées à l’arrière d'un véhicule chenillé comme le célèbre Bandvagn 206 suédois ou le Sisu Nasu.
Beaucoup de nations forment des troupes en ski et à la guerre d'hiver ou la guerre en montagne, dont:
- Allemagne - Armée de terre allemande : Gebirgsjäger
- Autriche - armée de terre autrichienne - Certains soldats sont formés au combat à ski.
- Danemark - Marine royale danoise – La Slædepatruljen Sirius (patrouille de l'Arctique Sirius) patrouille dans le nord et l’est du Groenland.
- Espagne – La "Brigada de Cazadores de Montaña Aragón I" (Brigade d’infanterie légère de montagne Aragón I), dispose d’une section spécialisée "Compañia de Esquiadores-Escaladores" (compagnie de ski et d’escalade), à Jaca (Huesca) [ 1]
- Estonie - L’armée de terre estonienne – les conscrits reçoivent régulièrement une formation à ski et à d'autres compétences de la guerre en hiver.
- États-Unis – 
  - La formation est dispensée :
    - pour le Corps des Marines des États-Unis par le centre de formation à la guerre en montagne du corps des marines (en) (Marine Corps Mountain Warfare Training Center)  dans le nord de la Californie;
    - pour l’armée de terre par le centre de formation à la guerre nordique en Alaska (en) (Northern Warfare Training Center) et l'école de guerre en montagne de l’armée de terre américaine (en) (Army Mountain Warfare School) à Jéricho, dans le Vermont

  - La marine dispose du détachement à la guerre en milieu froid de Kodiak (en) (Naval Special Warfare Cold Weather Detachment Kodiak).
- Finlande - L’armée de terre finlandaise - chaque soldat est formé au combat à ski et la pratique du ski est une partie de la formation standard requise pour tous les conscrits.
- France - L’armée de terre française : 27e brigade d'infanterie de montagne.
- Italie - L’armée de terre italienne dispose du Corps Alpini avec 16 régiments.
- Norvège - Armée de terre norvégienne, chaque soldat est formé au combat ski.
- Pays-Bas - Corps royal des fusiliers marins des Pays Bas, Korps Commandotroepen et la 11e brigade aéromobile. Des exercices annuels qui se déroulent à l'intérieur du nord de la Norvège
- Pologne - 21e Brigade des fusiliers Podhale (en) de l’armée de terre polonaise et des éléments de la 6e brigade de parachutistes.
- Roumanie - Armée de terre roumaine - Vânători de Munte (en) (Chasseurs alpins), chaque soldat reçoit une formation au combat à ski.
- Royaume-Uni - les membres de la 3e Brigade Commando des Royal Marines sont formés dans la guerre en milieu alpin et froid dans des bases en Norvège.
- Slovénie - Le 132e bataillon de montagne de l’armée de terre slovène est formé au combat à ski et la survie en montagne. L'armée slovène est membre de la Fédération internationale des soldats de montagne. La Slovénie est aussi un pays d'accueil du Centre multinational d'excellence de la guerre en montagne de l'OTAN.
- Suède - La majorité des soldats sont formés au combat à ski
- Suisse - 3e corps d'armée de montagne de l'armée suisse

## Autres informations
L'armée norvégienne organise des compétitions de ski depuis les années 1670. Le biathlon a été développé à partir des patrouilles à ski militaires.
La patrouille à ski américaine joue un rôle de premier plan dans l’intrigue du livre Une paix séparée.